# Reefton, New South Wales
Reefton är en ort i Australien. Den ligger i kommunen Temora och delstaten New South Wales, i den sydöstra delen av landet, omkring 350 kilometer väster om delstatshuvudstaden Sydney. Närmaste större samhälle är Pucawan, omkring 20 kilometer söder om Reefton. 